# Jakub z Edessy
Jakub z Edessy (kolem roku 633 - 12. června 708 klášter Teleda) byl významný syrský učenec a křesťanský teolog.

## Život a dílo
Jákob se narodil poblíž Antiochie. V té době ztratila Byzanc následkem islámské expanze většinu svých východních území včetně Sýrie ve prospěch Arabů. Jakub, který patřil k syrské pravoslavné církvi, v mládí vstoupil do kláštera a získal poměrně široké vzdělání (včetně teologie, filozofie a řečtiny), které mohl prohloubit během studií v Alexandrii. V roce 684 se stal biskupem města Edessa, ale v roce 688 na tento úřad rezignoval poté, co jeho přísnost vzbudila odpor. Jakub se stáhl nejprve do kláštera poblíž Edessy, poté jedenáct let vyučoval v klášteře Eusebon u Antiochie, pak i ten následkem sporů opustil a odebral se do kláštera Tell-'Adda (Τελεδά Teleda). Po smrti Habiba z Edessy se tam prý opět stal biskupem, ale krátce nato zemřel.
Jakub byl všestranný učenec a plodný autor, ale mnoho jeho spisů se nedochovalo. Překládal nebo upravoval řecká díla do syrštiny, včetně prací Aristotela a Severa z Antiochie; možná také zamýšlel přeložit homilie Řehoře z Nazianzu. Pracoval také na syrské verzi Starého zákona, kterou již nebyl schopen dokončit. Složil také básně (o čtyřech je známo, že byly namířeny proti nestorianům) a napsal četné dopisy, z nichž některé přežily a dokumentují jeho rozsáhlé vzdělání. Zabýval se také otázkami kanonického práva a filozofickými tématy. Několik dopisů je adresováno jeho příteli Janovi z Litharbu (poblíž Aleppa), který možná napsal kroniku, kterou jako svůj zdroj použil Theophilus z Edessy.
Jakub se také zajímal o historii a napsal syrskou kroniku, která v dochovaném (poškozeném a neúplném) rukopisu začíná v roce 326 a končí rokem 630. Dochovaný fragment je pravděpodobně založen pouze na kratší verzi kroniky, která původně sahala až do pozdního 7. století a později byla prodloužena až do roku 710. Jde o chronologicko-historický přehled s daty panovníků (perských a římských), časomírou a stručnými historickými poznámkami. Dílo tedy zcela zapadá do tradice pozdně antických křesťanských kronik. Zjevně představovalo pokračování kroniky Eusebia z Kaisareie. Není jasné, zda Jakub pokrýval i dřívější období. Jakubova kronika byla používána i následujícími syrskými kronikáři.
Jakub se díky své učenosti a široké škále zájmů vyjádřených v jeho spisech těšil nesmírné prestiži. Je považován za nejvýznamnějšího syrského intelektuála střední byzantské a rané islámské éry a za jednoho z nejvýznamnějších učenců křesťanské aramejské tradice.